# Chubby Kings: Penguins
Chubby Kings: Penguins est un jeu vidéo développé par Ubisoft Paris, et édité par Ubisoft, sorti le 21 août 2014 en téléchargement sous iOS et Android.

## Système de jeu
Chubby Kings: Penguins est un jeu dont l'objectif est de faire s'affronter 4 joueurs simultanément sur un même appareil. Le jeu propose huit différents jeux sur tablette comme ceux consistant à : percuter ses adversaires pour être le dernier pingouin sur la glace ; percuter un maximum de poissons avec un pingouin ; attraper le plus de perles dorées possible ; toucher l’or et rester doré le plus longtemps possible ; associer les pingouins par trois ; parvenir à se rapprocher du bord sans tomber ; se rapprocher au plus près de la perle dorée, et toucher les baleines quand elles viennent respirer hors de l’eau. Le joueur peut également observer un classement dynamique pour des parties rapides.
Le jeu est compatible avec la technologie Aura dont l'objectif de permettre le jeu multijoueur tactile synchrone sur des grandes tablettes.